# Quentinius
Quentinius is een kevergeslacht uit de familie van de boktorren (Cerambycidae). De wetenschappelijke naam van het geslacht werd voor het eerst geldig gepubliceerd in 2013 door Vives.

## Soorten
Quentinius is monotypisch en omvat slechts de volgende soort:
- Quentinius lameerei (Plavilstshikov, 1921)